# Caimegi
Caimegi ist ein osttimoresischer Ort in der Gemeinde Liquiçá. Er liegt im Süden der Aldeia Caimegulo (Suco Lauhata, Verwaltungsamt Bazartete) auf 485 m Höhe. Der Ort besteht aus drei kleinen Weilern, die in etwas Entfernung zueinander entlang eines bewaldeten Bergrückens liegen. Es gibt keine Anbindung zur Außenwelt. Etwa 2,5 Kilometer in Richtung Nordwesten befindet sich im Tal des Failebos das größere Dorf Caimegulo (Caimegi Ulu).